# Javinger Vargas
Javinger Vargas (Caracas, 5 de março de 1990) é um basquetebolista venezuelano que atualmente joga pelo Cocodrilos de Caracas disputando a Liga Profesional de Baloncesto de Venezuela. O atleta possui 2,02 m, pesa 93 kg e atua na posição pivô. Defendendo a Seleção Venezuelana, participou da inédita conquista da Copa América de 2015 na Cidade do México que credenciou a Venezuela ao Torneio Olímpico nos Jogos Olímpicos de Verão de 2016.